# صومنيوم (رواية)
صومنيوم (باللاتينية: Somnium) أو «الحلم» هي قصّة خيالية كتبها يوهانس كيبلر باللاتينية بين عامي 1620 و1630. بعد وفاته سنة 1630، قام ورثته بتحرير الكتاب، ثمّ نشره إبنه لودفيغ كيبلر سنة 1634.
تروي القصّة مغامرات طالب يتمّ نقله بقوى غامضة إلى القمر. وتقدم وصفا خيالياً دقيقاً لما قد تبدو عليه الأرض عند النظر إليها من القمر. وتعتبر أوّل أطروحة علميّة جادة حول علم الفلك القمري.
يشير كارل ساغان وإسحاق أسيموف أنّ هذه القصّة هي أوّل عمل من الخيال العلمي.

## روابط خارجية
- صومنيوم على موقع الموسوعة البريطانية (الإنجليزية)